# Nappali Ház

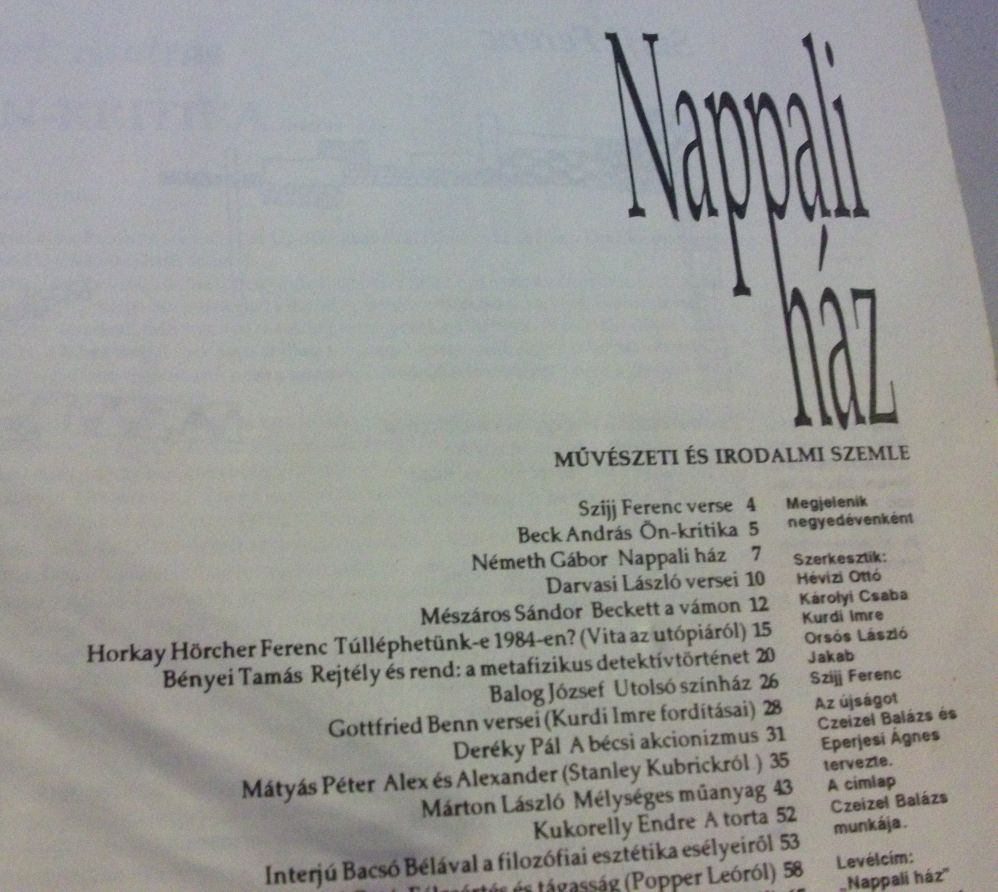
A Nappali Ház első számának tartalomjegyzéke

A Nappali Ház negyedéves művészeti és irodalmi szemle volt, mely 1989 és 1999 között jelent meg Budapesten. 1989-ben két száma jelent meg, júniusban és októberben, 1999-ben pedig egy angol és német nyelvű nyári folyóiratszám. ISSN 0864-9480.
Alapító szerkesztői: Hévizi Ottó, Károlyi Csaba, Kurdi Imre, Orsós László Jakab és Szijj Ferenc. A lapot Czeizel Balázs és Eperjesi Ágnes tervezte.

## Szerkesztői
- Babarczy Eszter (1991–1994)
- Beck András (1998–1999)
- Eperjesi Ágnes (1990–1992)
- Hévizi Ottó (1989–1990)
- Honecz Ágnes (1990–1996) szerkesztőségi titkár
- Hübner Teodóra (1992– )
- Károlyi Csaba (1989–1999)
- Keszthelyi András (1990–1991)
- Kurdi Imre (1989–1990)
- Mester Dóra (1996–1999) szerkesztőségi titkár
- Orsós László Jakab (1989–1999)
- Puszta Dóra (1995–1999) olvasószerkesztő
- Sebők Zoltán (1999)
- Szijj Ferenc (1989–1996)
- Szőke Annamária (1998–1999)

## Programja
„…nagyjából köthető volt ugyan a hatvanas években született nemzedékhez, ám az évjárat címkéje nélkül képviselte a kor úgynevezett újérzékenységét. Könnyed, fürge átjárásokkal a különböző művészeti ágak között, konstruált viták nélkül is érvényesülő diskurzuskészséggel, a megjelenés, tördelés műtárgyként élvezhető szépségével és mozgalmasságával.”

– Reményi József Tamás kritikus

Károlyi Csaba alapító szerkesztő szerint a lap elnevezése egy asztrológiai fogalom, amit azért választottak, hogy ne lehessen mögötte konkrét ideológiai tartalmat látni. Orsós László Jakab úgy nyilatkozott, művészeti lapot akartak, odafigyeléssel az aktuális művészeti eseményekre. Az első szám 1989. júniusában volt, ennek belső borítóján a szerkesztők a következő szöveget közölték:
Jó volna, ha lenne egy újság. Egy folyóirat, amely szép lenne, kézbe kívánkozó, amit nézni, sőt nézegetni is lehetne. Egy nyugalmasan megmutatkozó tárgy. Betűk formája, szövegek törése, kép következne először, aztán olvasás, elutasítható és elfogadható mondatok egymásutánja. Jó volna, ha a nézhető és olvasható gondolat ugyanarról a területről érkezne. Onnan, ahol mindig világos, mit miért gondoltak. Ott a gondolat soha nem jelent sem többet, sem kevesebbet, mint kigondolóját. Ott a gondolat lehet tétova és erőteljes, feledékeny és precíz, de semmiképpen nem személytelen. Mert abban a majdani lapban minden a gondolkodó saját útjáról szólna, írások és képek egyaránt. Kedves olvasóink és nézőink, öröm lenne számunkra, ha ez a lap a Nappali Ház lehetne

## Története és alkotói
A lapnak 40 száma jelent meg, ebből három dupla szám (1991/1–2., 1997/3–4., 1999/3–4.) és egy német–angol nyelvű válogatás.
A folyóirat tematikus blokkokkal jelentkezett: opera (90/3), New York (91/1-2), Mesterséges világok (91/1–2.), Berlini átmenetek (91/3), a kritikáról (1991/4.), Witkiewicz (92/4.), a romlás orosz virágai (93/4), cseh irodalom (94/1.), szociográfia (94/2), fiatal szlovén irodalom (94/3.), Cioran (94/4), Könyv és almaillat (95/1.), művészet és őrület (95/4), amerikai kispróza (96/1), Gertrude Stein (96/3), Antonin Artaud (97/1), Szövegszeretkezés (97/3–4.), Szülés (98/2.), északi rokonok (99/1), Útszéli művészet (99/2.), Emlék, könyv (99/3-4.). A konkrét tematikát nélkülöző számokban is találhatók olyan csemegék, mint Wittgenstein levelei és naplói, Kandinszkij szövegei, Brodszkij esszéje, Robert Musil újságcikke, Enzensberger, Milosz vagy Sartorius versei, Popper Leó aforizmái, Bruno Schulz írásai, Misima elbeszélése, valamint Kertész Imre levele a frankfurti könyvvásárról.
1993-tól páros kritikákat közöltek többek közt Baka István, Balla Zsófia, Darvasi László, Esterházy Péter, Garaczi László, Kukorelly Endre, Márton László, Nádas Péter, Parti Nagy Lajos, Tandori Dezső, Tar Sándor, Térey János műveiről, többek közt Balassa Péter, Bazsányi Sándor, Gács Anna, Margócsy István, Mészáros Sándor, Szilágyi Márton, Szilasi László tollából. 1993-tól a Karl Kraus rovat rövid, szúrós vitacikkeket, glosszákat, jegyzeteket is közre adott.
1994-ben a lap kiadásában jelent meg Károlyi Csaba szerkesztésében a Csipesszel a lángot című, Tanulmányok a legújabb magyar irodalomról alcímű kötet, melyben a fiatalabb irodalmárok 29 írásban mérték föl saját generációjuk irodalmát. A tanulmányok többek közt Borbély Szilárd, Darvasi László, Háy János, Kemény István, Kovács András Ferenc, Láng Zsolt, Márton László, Németh Gábor, Podmaniczky Szilárd, Solymosi Bálint, Szijj Ferenc, Tóth Krisztina, Visky András műveiről szóltak.
Foglalkozott a lap mások mellett Böhringer, Constant, Derrida, Heidegger, Lévinas, Rorty, Scruton, Wittgenstein filozófiájával, a bécsi akcionizmus, Megyik János, Piranesi, Caspar David Friedrich vagy Witkiewicz képzőművészetével is. A 94/1. számban körkérdés szerepelt Liberalizmus és kultúra címmel (a huszonkét válaszoló közt volt: Bozóki András, Ludassy Mária, Lánczi András, Vajda Mihály, Lányi András, Pető Iván, Fodor Gábor, Horkay Hörcher Ferenc, Halmai Gábor), a 95/2. számban Miért ír Ön? címmel (a huszonnyolc válaszoló közt volt: Bodor Ádám, Csaplár Vilmos, Eörsi István, Ferencz Győző, Grendel Lajos, Jókai Anna, Lengyel Péter, Mándy Iván, Orbán Ottó, Tolnai Ottó, Ungváry Rudolf).
Az egyes számok írásai gazdag képzőművészeti anyaggal együtt jelentek meg. Képzőművészeti alkotással, képpel, fotóval, rajzzal, illusztrációval szerepelt a lapban többek közt Szalma János, Medve Zsuzsa, Menesi Attila, Várnagy Tibor, Pereszlényi Rolland, Fehér Márta, Sugár János, Beöthy Balázs, Böröcz András, Wéber Imre, Tandori Dezső, Szíj Kamilla, Eperjesi Ágnes, Bánfalvi András, Hübner Teodóra, Nádas Péter, Kőnig Frigyes, Lugosi Lugo László, Janáky István, Weber Imre, Megyik János, Göbölyös Luca, Karl-Heinz Eckert, Amtija Umstatter, Christian Boltanski, Sibylle Hofter, Marina Abramovic, Verner Degreif, Andy Warhol, Djuna Barnes, Antonin Artaud, Robert Mapplethorpe, Joseph Beuys, Georg Baselitz, Sophie Calle. Minden egyes lapszám egyéni borítóval jelent meg (borítótervező Eperjesi Ágnes majd Hübner Teodóra).
Három melléklet is készült: Kleist: A lelenc (1994/4.), Babaházak (1998/2.), Milton Wretzky: Tiniagy (1999/2.). A Frankfurti Nemzetközi Könyvvásárra különszám jelent meg németül és angolul – válogatás a tíz év anyagából (1999/3.).
A szerkesztők Nappali Ház-asztalt hirdettek meg a Tölgyfa galériában, majd a Merlin Jazz klubban és az Építészpincében, ahol nyílt szerkesztőségi órákat tartottak.

## Szerzői voltak többek között

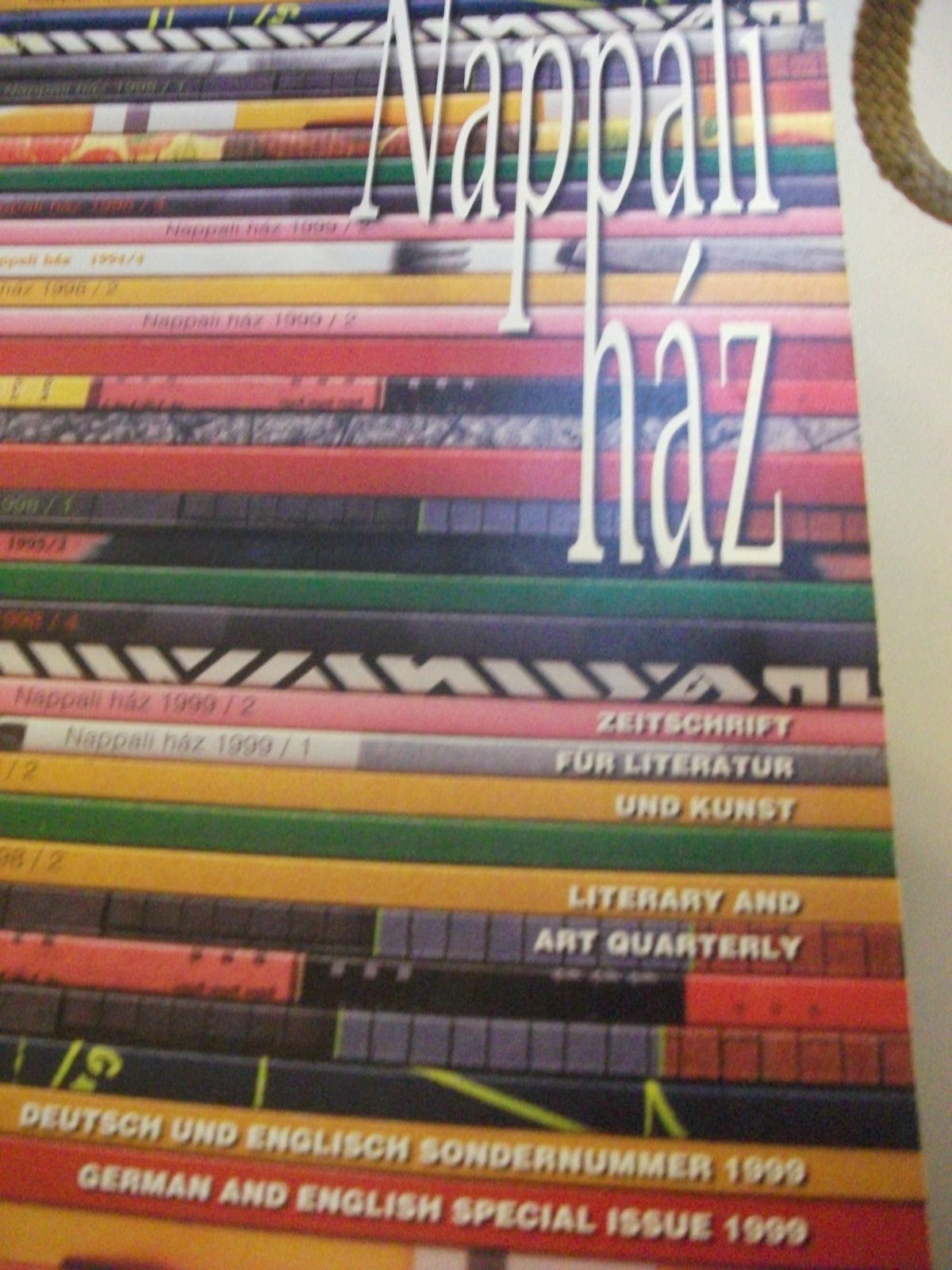
A Nappali Ház német és angol nyelvű kiadása

Abody Rita, Andrási Gábor, Angyalosi Gergely, Bakács Tibor Settenkedő, Balassa Péter, Bán Zoltán András, Bíró Yvette, Cséka György, Cserna-Szabó András, Darvasi László, Deréky Pál, Enyedi Ildikó, Erdős Virág, Esterházy Péter, feLugossy László, Filó Vera, Forgách András, Földényi F. László, György Péter, G. István László, Garaczi László, Gács Anna, Géczi János, Gellén-Miklós Gábor, Határ Győző, Háy János, Hazai Attila, Horkay Hörcher Ferenc, Imreh András, Jász Attila, Jókai Anna, Kalmár Melinda, Kálmán C. György, Kántor Péter, Kemény István, Király Levente, Kisbali László, Kiss Ilona, Kocziszky Éva, Kontra Ferenc, Kovács András Ferenc, Kőrösi Zoltán, Kukorelly Endre, Láng Zsolt, Lángh Júlia, Lator László, Lövétei Lázár László, Margócsy István, Marno János, Márton László, Mészáros Sándor, Mészöly Miklós, Mikola Gyöngyi, Nádas Péter, Nádasdy Ádám, Nagy Atilla Kristóf, Németh Gábor, Oravecz Imre, Pályi András, Parti Nagy Lajos, Podmaniczky Szilárd, Poós Zoltán, Radnóti Sándor, Rácz Péter, Reményi József Tamás, Schein Gábor, Sebők Zoltán, Simon Balázs, Szilágyi Ákos, Szilágyi Andor, Szilasi László, Szőcs Géza, Tandori Dezső, Tar Sándor, Térey János, Tóth Krisztina, Török András, Vágvölgyi B. András, Vári Erzsébet, Varró Dániel, Vidrányi Katalin, Visky András, Vörös István, Wilheim András, Závada Pál, Zsávolya Zoltán. A lap szerkesztői is gyakran szerepeltek az egyes számokban.
Interjút közölt a folyóirat többek közt Laurie Andersonnal, Sascha Andersonnal, Pina Bauschsal, Bacsó Bélával, Balassa Péterrel, Csengery Adrienne-nel, Deréky Pállal, Enyedi Ildikóval, Friderikusz Sándorral, El Kazovszkijjal, Kornis Mihállyal, Kunszt Györggyel, Patti Smithszel, Annie Leibovitzcal, Ágenssel, Péter Vladimirral, Jáchym Topollal, Radnóti Sándorral, Szegedy-Maszák Mihállyal.